# Biosphere
Biosphere és el 17è àlbum del grup de música heavy metal Loudness, publicat el 2002.

## Cançons
1. Hellrider
2. Biospher
3. Savior
4. My Precious
5. Wind From Ti Bet
6. System Crush
7. Night Is Still Young
8. Shame On You
9. Break My Mind
10. So Beautiful
11. For You

## Formació
- Masaki Yamada: Veus
- Akira Takasaki: Guitarra
- Naoto Shibata: Baix
- Hirotsugu Homma: Bateria